# Логор Силос
Логор Силос (логор Силос у Тарчину) је био концентрациони логор за Србе којим је управљала муслиманска Армија БиХ од 1992. до 1996. године. Логор „Силос“ се налазио у пријератном житном силосу у насељу Тарчин, општина Хаџићи, поред Сарајева. Отворен је 11. маја 1992, а затворен 27. јануара 1996. године, односно два мјесеца након парафирања Дејтонског мировног споразума. У логору Силос је било заточено око 600 српских цивила, од чега су 24 умрла као посљедица физичког злостављања, пребијања, тортура и мучења глађу.

## Претходница
Тарчин је насеље, удаљено од центра Сарајева око 25 km. У самом Тарчину, постојала је месна заједница, где је живело 2.000 становника пред рат, од чега су Срби чинили око 10%, Хрвати 5% становништва, а муслимани 85%. У околини Тарчина је било неколико села где су Срби чинили већину и неколико мешовитих села, док је већина села била чисто муслиманска.
За време Другог светског рата муслимани и Хрвати са подручја Тарчина припадали су усташким формацијама и било је, поред 50 убистава Срба, још око 50 Срба одведено у логор Јасеновац одакле се више нису вратили.
Године 1991, августа месеца, у Тарчину је основана станица резервне милиције у чијем саставу је било око 200 муслимана и свега 1 или 2 Србина. Командир ове полицијске станице Туфо Рефо, пре рата био је милиционер у Сарајеву. Резервни састав милиције у Тарчину је крајем 1991. и почетком 1992. године легално делио оружје муслиманском становништву. И у току предизборне политичке активности у Тарчину се појавио већи број муслиманских шовинистичких парола, а на зидовима српских кућа били су исписани графити увредљиве садржине.
Априла 1992. године су почели сукоби у Сарајеву, а муслимани су преко резервног састава милиције у Тарчину контролисали и пратили Србе са подручја Тарчина. Почетком маја 1992. године муслимани су почели да празне пољопривредни силос који се налазио у центру Тарчина, а пшеницу су поделили муслиманском становништву. Испражњено је 10 комора у којима се налазила пшеница.

## Формирање логора
Дана 11. маја 1992. године муслиманске јединице Армије БиХ су напале и заузеле касарну ЈНА у Крупи, удаљену од Тарчина око 8 km. Заробљени војници ЈНА, њих 8, постали су и први затвореници овог логора Силос. То су били резервисти ЈНА.
Први затвореници у овом логору су били 11 заробљених војника - резервиста из касарне бивше ЈНА у Зовику и касарне "Жуновица" у Хаџићима. Почев од 20. маја 1992. муслимански војници Армије БиХ су почели са привођењем Срба на информативни разговор, а после су их одводили у силос и више их нису пуштали. Почетком јуна 1992. године почело је масовно привођење Срба са подручја месних заједница Тарчин и Пазарићи у логор у Силосу.
Логор Силос је непрекидно функционисао за све време грађанског рата у БиХ и последњи затвореници су овај логор напустили крајем јануара 1996. године, када су логораши ослобођени по Дејтонском споразуму. Кроз овај логор се процењује да је прошло око 550 Срба, међу којима и 11 жена, од којих су две остале у логору до његовог затварања.
Први управник логора у силосу био је Бећир Хујић, а његов заменик Халил Човић. Средином 1994. године Хујић је смењен, а на његово место је дошао Човић, изразити шовиниста, који је имао обичај да пред затвореницима иронично каже: "Само силос Србина спашава“. Остао је управник логора до затварања крајем јануара 1996. године.
Логор је био под непосредном командом 109. Брдске бригаде муслиманске Армије БиХ чији је командант био Незир Казић. Од 1995. године логор је био под командом 14. дивизије муслиманске Армије БиХ, на чијем челу се налазио Заим Имамовић, који је касније погинуо. Штабови ових јединица налазили су се у непосредној близини логора. Њихови команданти су често и лично долазили у логор и знали су шта се у њему догађа. Исто тако и сви високи муслимански функционери БиХ су знали шта се у логору Силос догађа, међу њима Алија Изетбеговић, Ејуп Ганић и др. Представници Међународног Црвеног крста су такође у овај логор долазили.

## Услови у логору
Овај логор у Тарчину је имао неколико ћелија које су имале површине око 50 m², високе око 5 m. Зидови су били 50 cm ширине. Изнад тих ћелија стражари су шетали и контролисали у свакој ћелији шта се дешава.
У овим ћелијама скоро да није било осветљења. Допирала је са једног малог прозора дневна светлост, који је био на висини 10 m. Затвореници су непрекидно били у ћелијама тј. нису извођени ван. Тек новембра 1993. године је у присуству стражара дозвољено неколицини затвореника шетња.
Од формирања овог логора, затвореници су добијали један оброк дневно. Тај оброк је био нека непозната течност без укуса. Прибор за јело затвореницима није пролазио прање. Хлеб који су добијали био је лошег квалитета, а око 500 гр хлеба је ишло на све затворенике у ћелији, њих 10-ак. Од 12. јула 1992. затвореници су добијали и други оброк, односно то је било једна чинија млека (лоше растворено млеко у праху) на 5 затвореника. Средином октобра 1992. уведен је и трећи оброк, односно затвореници су добијали неку разређену храну, мада се често дешавало да затвореници по 2-3 дана не добију уопште храну. Повеће оброке су затвореници добијали када су долазиле стране ТВ екипе.

## Структура затвореника
Првобитни затвореници логора Силос у Тарчину су били резервисти, тј. војници ЈНА, њих 11. Након њих муслиманске власти БиХ су почели са затварањем српских сељака и радника из околине Тарчина. Било је ту затвореника свих узраста од 13 до 85 година, највише српских цивила који нису ратовали, односно нису били чланови неких војних формација ЈНА или ВРС.
У овом логору је било затворено и 11 жена, које су биле смештене у посебној ћелији.
У овом логору средином 1992. године било је затворено 382 затвореника. У почетку нису били одвођени на присилни рад, него тек касније.

## Сакривање логора
```
Муслиманске власти БиХ су све логоре у којима су држани Срби 1992—1996, па и логор Силос, вешто сакривали од МЦК и других међународних организација које су за време рата долазили у Босну и Херцеговину.
```

## Посете логору
Средином новембра 1992. године екипа британске телевизије Скај њуз је први пут дошла у посету. Приказана им је само ћелија бр. 1, а затвореници су добили веће оброке тај дан. Међународни Црвени крст је своју делегацију први пут послао у овај логор тек 26. новембра 1992. Њих је предводио Марк де Перот, из Швајцарске. Он није разумео српски језик, већ је имао муслиманског преводиоца Суада, из Мостара. Након посете логору Силос, Перот је био разочаран, рекавши да ништа горе није видео од логора Силос. Захваљујући тој посети МЦК, почетком децембра 1992. године затвореници су почели добијати ћебад и пакете хране. И следовање воде им је повећано, на 10 литара по ћелији.

## Премештање затвореника
Дана 29. децембра 1992. године 137 затвореника из логора Силос је пребачено у логор Крупа, крај Зовика, а исто толико из логора Крупа је пребачено у логор Силос.
Од 15. априла до 30. октобра 1993. године око 30 логораша из Силоса је одведено на присилан рад, копање ровова у место Храсница крај Сарајева, где је била прва борбена линија. Исто тако су и 1995. одведени у Сарајево крај јеврејског гробља и на Ступ да копају ровове.

## Затварање логора
```
Овај логор је затворен тек 27. јануара 1996. године. Затворен је према Дејтонском споразуму и услед притисака међународних фактора на муслиманске власти у БиХ.
```

## Жртве у логору

### Убијени у логору Силос или на присилном раду
1. Андрић Горан, механичар из села Корча код Тарчина, рођен 22. 10. 1962. године у Корчи, од оца Војислава и мајке Јеленке, р. Љујић, неожењен, погинуо 18. 8. 1993. године у Доњем Котарцу, код Храснице, од гранате у рову на принудном раду;
2. Варагић Гојко, из села Доња Биоча, стар око 60 година, који је доведен у логор крајем јуна 1992. године; пуштен 20. децембра 1992. године због потпуне изнемоглости. Из логора су га изнели у ћебету, а после неколико дана он је умро код своје куће;
3. Варагић Ранко, техничар из Доње Биоче, рођен 17. 7. 1969. године у Сарајеву, од оца Радослава и мајке Анке р. Вукосав. Стрељан јавно 22. априла 1993. године од стране стражара Фејада, у Храсници, после бекства четворице логораша);
4. Витор Ранко, звани "Нане", возач у Кока-Коли, из села Корча код Тарчина, рођен 31. 1. 1959. године од оца Војина и мајке Јеленке р. Пандуровић, убијен на Игману, где се налазио на принудном раду, у 26. 5. 1993. године);
5. Вујовић Богдан, железничар у пензији из села Дољана, код Пазарића, стар око 65-70 година, умро 6. јуна 1992. године од последица пребијања, био прва жртва у логору Тарчин;
6. Главаш Јадранко, економиста из Сарајева, стар око 28 година, који је у фебруару 1993. године из логора био одведен на принудни рад на Игману где је био претучен, а онда заклан од стране Неџада Хоџића, припадника муслиманске јединице Армије БиХ коју је предводио Алишпаго Зулфикар звани "Зука“. Заклан је због тога што је имао исто презиме као и начелник полиције на Илиџи са којим није био у родбинској вези;
7. Голуб Анђелко, магистар машинства, из села Оџак код Тарчина, рођен 6. 3. 1962. године у Оџаку од оца Димша и мајке Велинке, р. Витор, убијен приликом принудног рада на Игману 26. 5. 1993. године.
8. Давидовић Драган, техничар у Градском саобраћају, из Сарајева, стар око 35 година, убијен приликом принудног рада на Игману 1993. године,
9. Капетина Обрен, из Деовића код Пазарића, стар око 64 године, тешко оболео у "Силосу", умро због неуказивања лекарске помоћи и од глади 8. новембра 1992. године у ћелији бр. 6.
10. Капетина Славиша, студент 4. године економије, из села Зеовића, код Пазарића, рођен 22. 1. 1963. године у Сарајеву, од оца Гојка и мајке Славојке, рођене Самоуковић. Стрељан 22. априла 1993. године, из аутоматске пушке, од стране стражара Фуада, зато што су приликом копања ровова на Храсници побегла 4 логораша.
11. Ковачевић Момо, секретар месне заједнице у Соколовића колонији, стар око 55 година, погинуо од гранате при копању ровова у Храсници 28. јула 1993. када је тешко рањен, а помоћ му није била указана.
12. Крстић Милан, аутопревозник из Раштелице, рођен 8. 10. 1950. године у селу Домашинец, од оца Војина и мајке Јелене, р. Михаљац, стрељан јавно 22. априла 1993. године после бекства четворице логораша. Њега је издвојио из преостале групе затвореника припадник војне полиције Феђа и убио га из пиштоља.
13. Крстић Петко, техничар из Раштелице, рођен 27. 8. 1959. године у Раштелици, општина Хаџићи, од оца Љубомира и мајке Стојанке, р. Савић, ожењен, отац једног детета, умро у логору 14. октобра 1992. године од последица мучења и глади.
14. Крстић Светозар, пензионер, из села До, општина Хаџићи, рођен 1928. године у селу До, од оца Павла и мајке Данице, претучен од стране стражара и тако претучен пуштен кући у децембру 1992. године, где је после пет дана умро због последица повреда у болници у Тарчину. Његов леш је бачен на смеће иза болнице.
15. Крстић Слободан звани "Мишо", машиновођа из Раштелице, рођен 1956. године, у Доњој Раштелици, општина Хаџићи, од оца Ђорђа, убијен приликом копања ровова 16. јуна 1993. године у Храсници,
16. Милановић Милинко, поштар у Хаџићима, из села Деовића код Пазарића, где је и рођен 1. јануара 1943. године од оца Радоја и мајке Ане р. Његован, ожењен, отац двоје деце. Затворен у логор у Тарчину 9. 6. 1992. године где је тешко оболео од последица мучења и глади. Умро је 17. 2. 1993. године у болници у Суходолу у коју је био пребачен у стању потпуне исцрпљености.
17. Николић Слободан, машински техничар из Маглаја, живео у Соколовића колонији, био запослен у "Фамосу", стар 32 године, био је тешко рањен од гранате приликом копања ровова 28. јула 1993. године. Није му указана медицинска помоћ.
18. Његован Бранислав, електротехничар, из села Чешће код Тарчина, рођен 5. 11. 1959. године у Тарчину, од оца Стевана и мајке Јованке, р. Ковачевић. тешко рањен приликом принудног рада на Игману 26. 5. 1993. године од чега је убрзо умро.
19. Петрић Миломир, рођен 25. 10. 1962. године у селу Рамићи, крај Хаџића, од оца Слободана и мајке Гоше, р. Андрић, отправник возова из Пазарића, убијен приликом принудног рада на Игману 28.6.1993.
20. Самоуковић Здравко, из Пазарића, стар око 21 годину, тешко оболео од ТБЦ у затвору и због неуказивања лекарске помоћи умро 1. априла 1994. године.
21. Чичић Дане, из села Рамића код Пазарића, рођен 1956. године, убијен приликом принудног копања ровова на првом борбеном положају у Сарајеву у августу 1995. године када је био везан лисицама и сајлом.
22. Шаренац Васо, из Локава код Пазарића, рођен 1908. године, умро од последица мучења и глади средином децембра 1992.
23. Шувајило Војо, саобраћајни милиционер из Оџака код Тарчина, рођен 25. 9. 1967. године у Оџаку, од оца Димитрија и мајке Славојке, р. Голуб, погинуо на принудном раду у Храсници, на првој борбеној линији, 18. јула 1993.[1]

## Организатори и налогодавци
1. Џелиловић Мустафа, председник општине у Хаџићима, руководилац Кризног штаба, муслиманских власти БиХ.
2. Хујић Бећир, звани "Бећа", из села Љубовчићи код Пазарића, рођен 1957. или 1958. године, од оца Мухамеда, пре рата стражар у Централном затвору у Сарајеву, управник логора у Тарчину, од оснивања до августа 1994. године.
3. Човић Халид из Бињежева, општина Хаџићи, рођен 1953. године у селу Гривићи код Хаџића, пре рата пензионисани стражар у Централном затвору у Сарајеву, заменик управника до августа 1994. године, а после тога управник логора све до краја 1996. године.
4. Мешановић Шериф, звани "Шера", пензионисани стражар у Централном затвору у Сарајеву, један од два заменика управника Хујућа, касније управник логора "Крупа“.
5. Ајнаџић Неџад, сада командант 1. сарајевског корпуса, бригадир у муслиманској Армији БиХ посетио логор "Силос" 25. јануара 1994. године, када је посебно био у ћелији "6", а поново цео логор је посетио 13. марта 1994. године, те се упознао са оним што се догађало у логору.[1]

## Извршиоци злочина
1. Алишпаго Зулфикар, звани "Зука", муслимански командант, родом из Рашке,
2. Божић Милан, пре рата криминалистички техничар, из Вишеграда, стар 34-35 година, иследник. Испитивао Србе у логору Тарчин и при томе их пребијао,
3. Госто Салко, из Смуцке, пре рата полицијски инспектор у Хаџићима, иследник у логору у Тарчну који се истицао у пребијању затвореника,
4. Дуповац Енвер, пре рата начелник полиције у Хаџићима, рођен 1951. године у Дуповцима код Хаџића, главни инспектор у МУП БиХ, организовао масовну тучу логораша 4. јуна 1992. године и учествовао у оснивању логора и хапшењу Срба,
5. Имамовић Заим, командант 14. дивизије муслиманске Армије БиХ, под чијом непосредном командом је био логор Тарчин од 1995. године.
6. Јапалак, зв."Хуске", стражар,
7. Јапалах Изудин, звани "Лендара", пре рата ученик војне школе,
8. Јасмина, муслиманка из Сарајева,
9. Јахић Адил из Лепенице, општина Кисељак, стар око 38-40 година, стражар, пре рата радио у ремонтном заводу у Хаџићима,
10. Казић Мухамед, из села Трзањ код Тарчина, стражар,
11. Казић Незир, пре рата грађевински техничар, командант 109. Брдске бригаде муслиманске Армије БиХ (раније 9. бригаде), под чијом је непосредном командом био логор Тарчин до 1995. године, за чију бригаду су затвореници из Тарчина изводили радове на првој борбеној линији, није дозвољавао посете МЦК.
12. Каткић Мустафа, стражар, стар 25-30 година,
13. Калембер Нермин звани "Буба", из села Корча, општина Хаџићи, стар око 25 година, стражар,
14. Каравелић Вахид, бригадни генерал, раније командант 1. сарајевског корпуса Армије БиХ, терао затворене Србе да граде хелиодром и зграду 14. дивизије муслиманске Армије БиХ.
15. Којак,
16. Карић Вехбија, начелник у ТО БиХ, бивши пуковник ЈНА, преко Јусуфа Празине доводио затворенике из Тарчина на принудне радове на Игману.
17. Каришик Исмет,
18. Лиховац Саид, из Пазарића, пре рата радио у полицији, стражар,
19. Марић Зехро, из села Будмолићи, општина Хаџићи, стар око 35 година, пре рата пилот хеликоптера у ЈНА, командант територијалне одбране у Хаџићима, иницијатор хапшења Срба и одвођења у логор Тарчин,
20. Мемишевић, стар 20-25 година, стражар,
21. Миралем звани "Минерални", стражар, родом из Сарајева, ожењен, долазио у Тарчин и пребијао затворенике, касније погинуо,
22. Мујан Авдо, пре рата саобраћајни милиционер, рођен 1959. године, од оца Салка и мајке Севде, командир војне полиције у Пазарићу, учествовао у хапшењу Срба у Пазарићу и њиховом одвођењу у Тарчин,
23. Мухибић Шабан, стражар,
24. Нерадин Адем, стражар,
25. Опута Емир, звани "Емро" из Смуцке, општина Хаџићи, рођен 1970. године, пре рата радио као физички радник у Блажују, учествовао у хапшењу Срба 1992. године и одвођењу у логор у Тарчину и њиховој тучи, касније стражар,
26. Опута Осман,
27. Пљевљак Фикрет,
28. Подбичанин Зејнил,
29. "Рамбо", из Лепенице, стар 25-30 година, стражар,
30. Рамић Изет, звани "Изо", из Тарчина, пре рата радио у ремонтном заводу у Хаџићима, стражар,
31. Рифко, из Биљежњева код Хаџића, пре рата био милиционер у Сарајеву,
32. Рифко, пре рата милиционер станице милиције на Ступу,
33. Тиро Шабан, звани "Тики", из села Будмолићи, код Тарчина,
34. Тубог Мухамед, из села Раштелица, код Тарчина, стар 35-40 година, стражар,
35. Турчиновић Мухамед звани "Зека", рођен 1953. године у Драговићима код Пазарића, од оца Мухамеда, пре рата начелник Друге управе Државне безбедности у МУП БиХ организовао са Дуповцем логор "Силос" и хапсио Србе,
36. Туфо Рефик, звани "Рефо", из села Дурановићи, општина Хаџићи, милиционер у пензији, стар око 50 година, пре рата командант резервног састава милиције у Тарчину, а од почетка рата командир милиције у Тарчину, руководио акцијом хапшења Срба из околине Хаџића и одвођења у логор у Тарчину,
37. Ферхатовић, из Тарчина, припадник војне полиције,
38. Фишо Суљо, из Трзања, општина Хаџићи, пре рата радио у погону Кока-Коле у Хаџићима, стражар,
39. Фишо Ибро звани "Џихо" и "Џино", из села Трзањ код Тарчина, стражар,
40. Фишо Незир, старешина војне полиције 109. бригаде муслиманске Армије БиХ,
41. Хајрули Хазир, из Тарчина, Албанац са Космета, који се пре рата доселио у Тарчин где је био запослен у приватној грађевинској фирми као физички радник код Јозе Завршника, стражар у логору,
42. Хебиб Сабрија, пензионисани радник СУП-а у Хаџићима,
43. Хорман Амира, медицинска сестра у логору, ускраћивала медицинску помоћ и лекове логорашима,
44. Хорман Харо, стражар,
45. Хоџић Неџад, припадник Зукине паравојне (добровољачке) јединице,
46. Чанатковић Рифет, из Хаџића, пре рата иследник у МУП-у Хаџићи,
47. Чичко Мухамед, из села Чичке код Тарчина, стражар,
48. Човић Менсур, пре рата службеник у војног одсека у Хаџићима, иследник у логору, учествовао у пребијању затворника,
49. Човић Менсур, пре рата иследник у МУП-у Хаџићи,
50. Шабић Мирсад, пре рата саобраћајни милиционер, рођен 1956. године у Драговићима од оца Алије и мајке Фате, командир станице полиције у Хаџићима, организовао акције хапшења Срба,
51. Шарић Заим, стражар,
52. Шарић Фарук, из села Љубовчићи, код Пазарића, од оца Смаја, пре рата радио у пилани у Хаџићима, стражар, истицао се у тучи затвореника и по оцени сведока 407/96 био је најсуровији стражар,
53. Шахић Хидајет, из села Корче код Тарчина, стражар,
54. Шемшић Нермин, правник из Хаџића, рођен 1955—1956. године, задужен за логор Тарчин у име команде ТО у Хаџићима, одговоран за мучења и изгладњавања у логору,
55. Шуњ Осман, из села Бињежево код Хаџића, припадник полиције,
56. браћа Гојак, из Рашке.[1]

## Суђења
Дана 24. новембра 2011. године полиција БиХ је привела неколико припадника бивше муслиманске Армије БиХ, који су осумњичени да су учествовали у злочинима и прогону српског становништва на подручју сарајевске општине Хаџићи.
Дана 19. априла 2012. године у Тужилаштву БиХ, у Сарајеву, отпочело је суђење осморици припадника муслиманске Армије БиХ, који су осумњичени за незаконита хапшења, мучења и убијања, нечовечно поступање према српским цивилима у логору Силос. Осумњичени су: Мустафа Ђелиловић, Фадил Човић, Мирсад Шабић, Незир Казић, Бећир Хујић, Халид Човић, Шериф Мешановић и Нермин Калембер.
За ово суђење је владало велико интересовање, не само породица убијених и оштећених, већ и медија у БиХ и региону.

Суд Босне и Херцеговине је јула месеца 2021. године донео другостепену пресуду којом су шесторица осуђених за злочине над цивилима осуђена на укупно 42 године затвора. Бивши командант 9. брдске бригаде Армије Босне и Херцеговине (АРБиХ) Незир Казић је осуђен на 10 година затвора, на по осам година затвора су осуђени некадашњи начелник Станице јавне безбједности (СЈБ) у Хаџићима Фадил Човић и бивши управник логора “Силос” у Тарчину (до аугуста 1994) Бећир Хујић, командир Полицијске станице (ПС) у Пазарићу Мирсад Шабић је осуђен на шест година, док су на по пет година осуђени некадашњи управник “Силоса” (од августа 1994) Халид Човић и бивши стражар у овом логору Нермин Калембер.
Њих шесторица су осуђени за противзаконито затварање и нечовечно поступање према цивилима српске и хрватске националности заточеним у Силосу, касарни Крупа у Зовику и Основној школи 9. мај у Пазарићу, као и за ускраћивање права на суђење и одвођење на принудне радове цивилног становништва.